# Vesak
Vesak är en buddhistisk högtid som firas till minne av Buddhas födelse, uppvaknande och  parinirvana. Dessa tre händelser anses av Theravadatraditionen och tibetansk buddhism ha skett under månaden Vesakha. I högtiden är det Buddhas uppvaknande som har den viktigaste betydelsen, eftersom det är då som buddhismen börjar. Dagen infaller på fullmånedagen under den femte månaden enligt månkalendern.
I Östasien, det vill säga inom mahayanabuddhismen (bortsett från tibetansk buddhism), anses detta datum bara vara för Buddhas födelse, de andra händelserna firas under andra dagar enligt den mahayanabuddhistiska kalendern (se: Buddhistiska högtider). 
Det är vanligt att det pyntas med lampor som symboliserar att Buddha förde ljus till världen. Under högtiden skickar folk vesakhakort till varandra som föreställer bilder på olika händelser med Buddha. Under högtiden besöker lekmän tempel och kloster och deltar i meditation som pågår hela natten. Det är vanligt att lekmän ofta tar med sig mat till templen och klostren under denna högtid.